# Aby Warburg

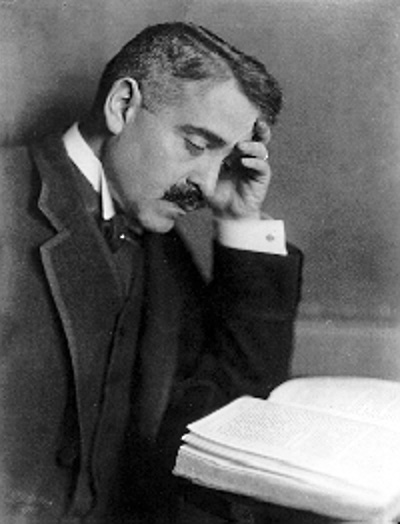
Aby M. Warburg (um 1900)

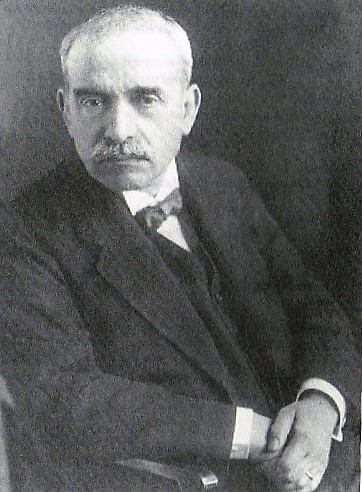
Aby Warburg in späten Jahren

Aby Moritz Warburg (geboren am 13. Juni 1866 in Hamburg; gestorben am 26. Oktober 1929 ebenda) war ein deutscher Kunsthistoriker und Kulturwissenschaftler und der Begründer der Kulturwissenschaftlichen Bibliothek Warburg. Gegenstand seiner Forschung war das Nachleben der Antike in den unterschiedlichsten Bereichen der abendländischen Kultur bis in die Renaissance. Von ihm wurde die Ikonografie als eigenständige Disziplin der Kunstwissenschaft etabliert.

## Leben

### Herkunft
Aby Warburg stammte aus der wohlhabenden Bankiersfamilie Warburg. Seine Vorfahren waren Anfang des 16. Jahrhunderts aus Venedig zunächst nach Kassel im Fürstentum Hessen gesiedelt und zogen 1557 in die westfälische Hansestadt Warburg im Hochstift Paderborn im Heiligen Römischen Reich Deutscher Nation. Wie es für Juden seinerzeit üblich war, wurde der Stadtname der Ansiedlung als Familiennamen übernommen. Im 18. Jahrhundert übersiedelten die Warburgs schließlich nach Altona. Zwei Warburg-Brüder gründeten 1798 das Bankhaus M. M. Warburg & Co in Hamburg, das heute wieder in Hamburg einen Sitz hat.
Aby Warburg wurde als erstes von sieben Kindern des damaligen Leiters der Hamburger Bank, Moritz M. Warburg (1838–1910), und seiner Ehefrau Charlotte Esther geb. Oppenheim (1842–1921) aus der Familienlinie der Mittelweg-Warburgs geboren. Während Aby Warburg sich früh für Literatur und Geschichte interessierte, wurden seine Brüder Max, Paul, Felix und Fritz Bankiers. Sie bekleideten einflussreiche politische Ämter in Deutschland und nach der Auswanderung in den USA.

### Kindheit und Jugend
Warburg wuchs in einem konservativen jüdischen Elternhaus auf. Schon früh zeigten sich aus der Sicht seiner Familie seine schwierigen Charakterzüge, ein labiles und sprunghaftes Temperament, Jähzorn und mangelnde seelische Stabilität. Da auch seine Gesundheit immer sehr anfällig war, wurde sein Verhalten von der Familie geduldet. Warburg revoltierte schon früh gegen die in der Familie streng befolgten religiösen Rituale, und er verweigerte sich den Berufsplänen seiner Familie: Weder wollte er Rabbiner werden, wie es die Großmutter wünschte, noch Arzt oder Jurist. Sein Entschluss, Kunstgeschichte zu studieren, stieß zwar auf erbitterten Widerstand seiner Angehörigen, Warburg setzte sich jedoch mit seinem Vorhaben durch. Wie sein Bruder Max berichtet, war Aby Warburg seit früher Jugend ein leidenschaftlicher Leser. Max hat die Anekdote erzählt, die Teil der Warburg-Legende geworden ist:

„Als er dreizehn Jahr alt war, offerierte er mir sein Erstgeborenenrecht. Er als Ältester war bestimmt, in die Firma einzutreten. Ich war damals zwölf Jahre, noch nicht sehr überlegungsreif und erklärte mich einverstanden, ihm das Erstgeborenenrecht abzukaufen. Er offerierte es mir aber nicht für ein Linsengericht, sondern verlangte von mir eine Zusage, daß ich ihm immer alle Bücher kaufen würde, die er brauchte. Hiermit erklärte ich mich nach sehr kurzer Überlegung einverstanden. Ich sagte mir, daß schließlich Schiller, Goethe, Lessing, vielleicht auch noch Klopstock von mir, wenn ich im Geschäft wäre, doch immer bezahlt werden könnten, und gab ihm ahnungslos, wie ich heute zugeben muß, sehr großen Blankokredit. Die Liebe zum Lesen, zum Buch … war seine frühe, große Leidenschaft.“

Tatsache ist, dass die Familie Warburg Abys kostspielige Buchanschaffungen immer finanziert hat.
Ebenso wie seine beiden Brüder Max und Paul besuchte er die Realschule des Johanneums, die damals noch ihren Sitz in dem kombinierten Museums- und Schulgebäude am Steintorplatz hatte. An „Michaelis 1885“ bestand er dort sein Abitur.

### Studium

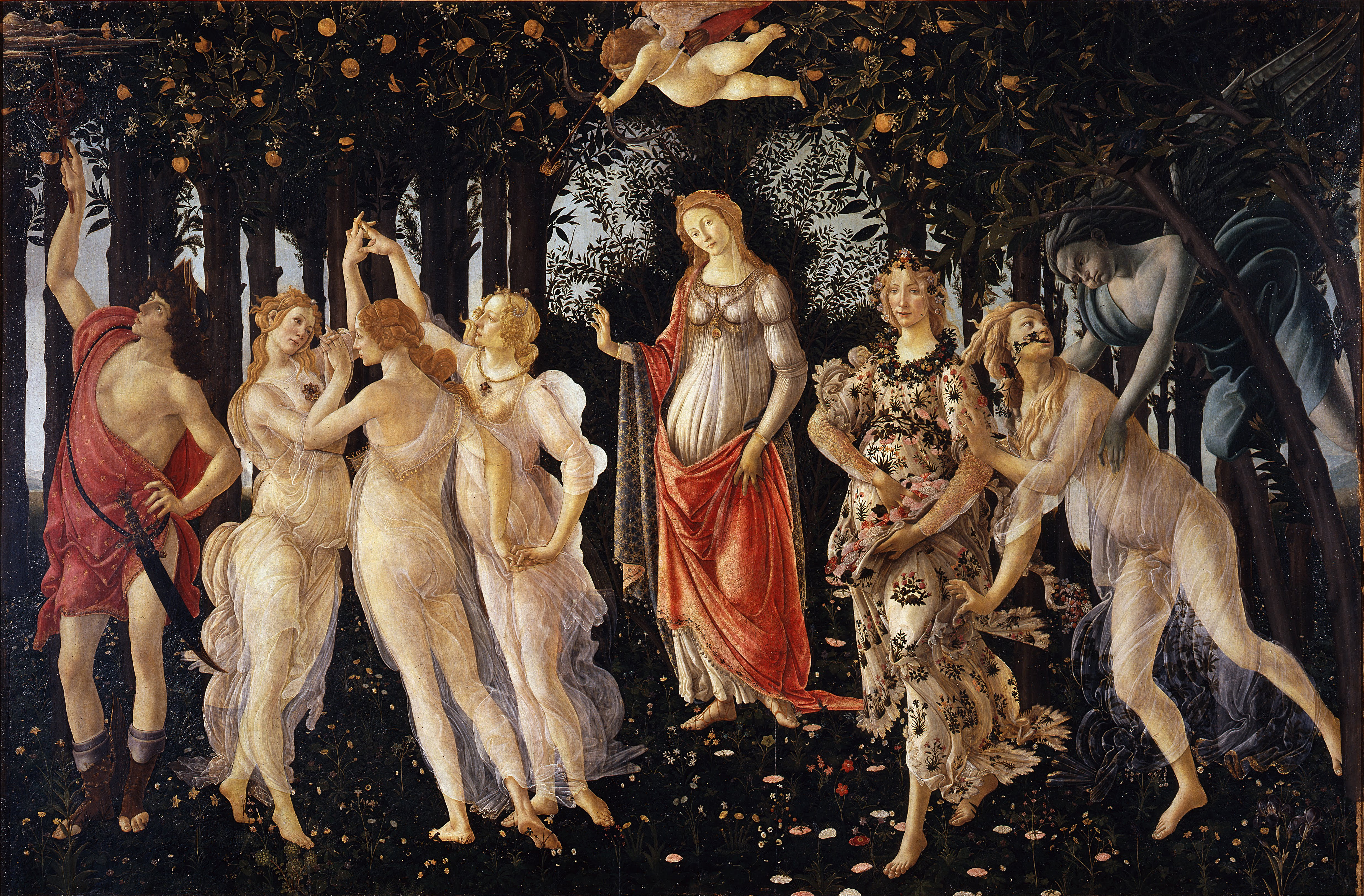
Botticelli: Frühling

1886 begann er das Studium der Kunstgeschichte, Geschichte und Archäologie in Bonn und hörte dort antike Religionsgeschichte bei Hermann Usener, Kulturgeschichte bei Karl Lamprecht und Kunstgeschichte bei Carl Justi. Er setzte sein Studium in München und bei Hubert Janitschek in Straßburg fort, der seine Dissertation über Botticellis Bilder Die Geburt der Venus und Frühling betreute. Von 1888 bis 1889 hielt er sich am Kunsthistorischen Institut in Florenz auf, um die Quellen zu diesen Bildern zu studieren. Sein Interesse galt jetzt ebenfalls den Möglichkeiten, naturwissenschaftliche Methoden in den Geisteswissenschaften anzuwenden. Die Dissertation wurde 1892 eingereicht und 1893 gedruckt. Mit Warburgs Untersuchung wurde eine neue Methode, die Ikonographie bzw. Ikonologie, in das Fach Kunstgeschichte eingeführt. Seine Dissertation gilt als ein Meilenstein in der Geschichte des Fachs.
Nach seiner Promotion studierte Warburg zwei Semester an der medizinischen Fakultät der Universität Berlin, wo er Vorlesungen über Psychologie hörte. In dieser Zeit unternahm er eine weitere Reise nach Florenz.

### Reise in die USA
Ende 1895 bis 1896 reiste er in die Vereinigten Staaten, zuerst nach New York zur Hochzeit seines Bruders Paul mit Nina Loeb, Tochter des Bankiers und Philanthropen Salomon Loeb. Es zog ihn nach Westen, wobei er zunächst Kontakt mit der Smithsonian Institution aufnahm. Frank Hamilton Cushing, der Feldforschungen bei den Zuñi in New Mexico hinter sich hatte, beeindruckte ihn tief. Warburg ging auch in den Südwesten der USA, zu verschiedenen Pueblos in New Mexico, besuchte Acoma, Laguna, San Ildefonso, wo er einen Antilopentanz fotografierte, und Cochiti, zuletzt Zuñi. Cleo Jurino aus Cochiti zeichnete Warburg seine Kosmologie auf. Diese Zeichnung befindet sich heute im Warburg Institute in London.

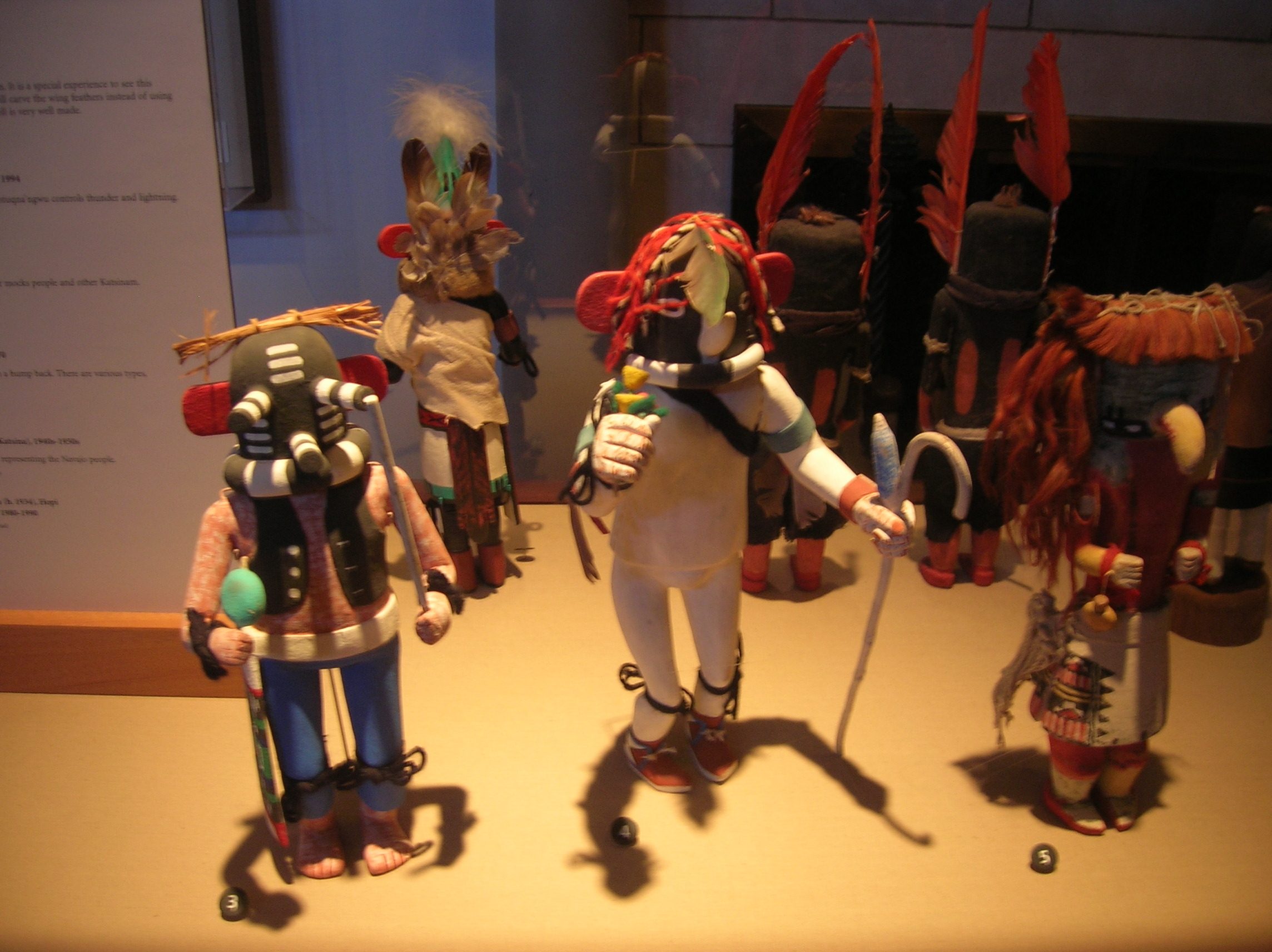
Kachina-Puppen der Hopi

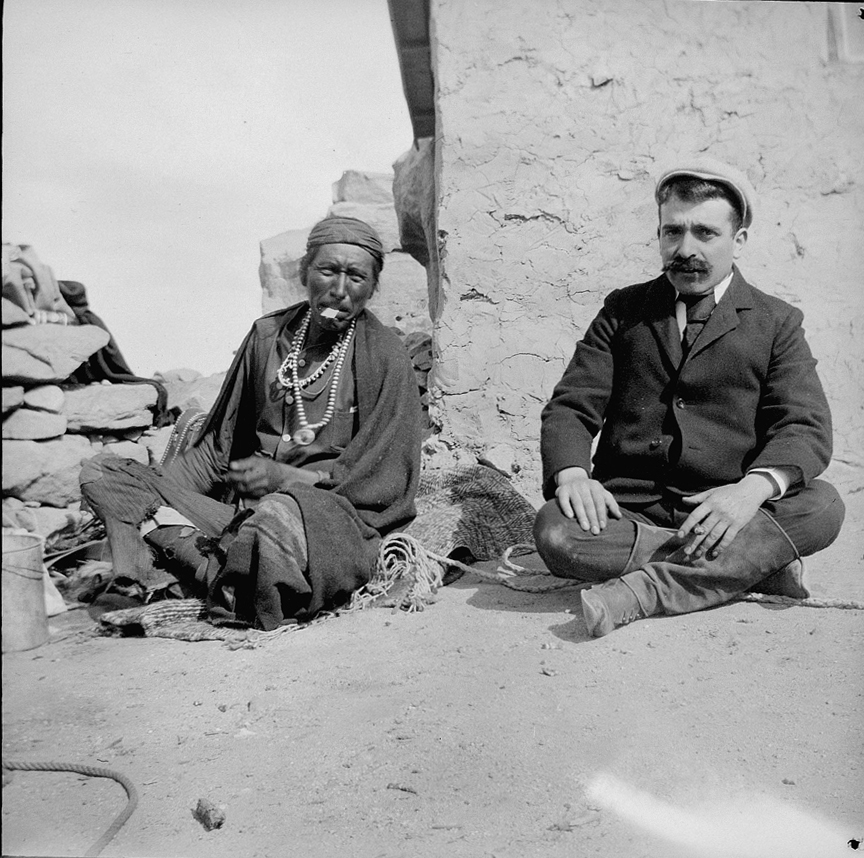
Aby Warburg bei den Hopi (1896)

Warburg konnte sich dann einige Zeit bei den Hopi in Arizona aufhalten und deren Kultur studieren. Zuerst in Keams Canyon, wo er sein Zeichenexperiment mit Hopi-Schulkindern durchführte, und dann bei dem Mennoniten-Missionar Heinrich Richert Voth, der ihm viel über die Hopi-Religion beibrachte und die Teilnahme an Ritualen ermöglichte. Voth war ein talentierter Anthropologe, wenn seine Methoden heute auch brutal erscheinen. Warburg begründete später seine Feldstudien unter anderem mit einem „aufrichtigen Ekel“ vor der „ästhetisierenden Kunstgeschichte“. „Die formale Betrachtung des Bildes – unbegriffen als biologisch notwendiges Produkt zwischen Religion und Kunstausübung – […] schien mir ein steriles Wortgeschäft hervorzurufen […]“ Warburg machte sich Notizen über die sonderbar analytische Vogelornamentik der Hopi-Töpferin Nampayo und über die metaphysische Bedeutung der Kachinas. Er sah einen Hemis-Kachina-Tanz der Hopi und konnte sogar die Maskentänzer auf ihrem Ruheplatz beobachten und so das Maskenwesen anschaulich studieren. Voth fotografierte einen Schnappschuss von Warburg mit aufgesetzter Maske.
Nach seiner Rückkehr hielt Warburg Lichtbildervorträge in Hamburg und Berlin. Seine Sammlung von Pueblo-Gegenständen und Hopi-Kinderzeichnungen vermachte er später dem Hamburger Völkerkundemuseum. Warburgs Auswertung von Kinderzeichnungen ist ein frühes Beispiel der Anwendung dieser Methode in der Ethnologie. Seine Notizen über das Schlangenritual blieben für die nächsten zwanzig Jahre unbearbeitet.

### Florenz
1897 heiratete Warburg gegen den Willen seines Vaters die Malerin und Bildhauerin Mary Hertz, Tochter eines Hamburger Reeders und Senators, der zugleich Mitglied der Synode der Evangelisch-lutherischen Kirche in Hamburg war. Das Ehepaar hatte drei Kinder: Marietta (1899–1973), Max Adolph (1902–1974) und Frede Charlotte Warburg (1904–2004).
1898 bezog Warburg mit seiner Ehefrau eine Wohnung in Florenz. Obwohl Aby Warburg immer wieder von Depressionen heimgesucht wurde, führte das Ehepaar ein reges gesellschaftliches Leben. Zu dem lebhaften Florentiner Kreis gehörten der Bildhauer Adolf von Hildebrand, die Schriftstellerin Isolde Kurz, der englische Architekt und Antiquar Herbert Horne, der niederländische Germanist André Jolles oder der belgische Kunsthistoriker Jacques Mesnil. Auch der berühmteste Renaissancespezialist der Zeit, der Amerikaner Bernard Berenson, hielt sich damals in Florenz auf. Einerseits waren die Gespräche in dieser gebildeten und kunstliebenden internationalen Gemeinschaft in Florenz anregend für Warburg. Andererseits lehnte er jeglichen sentimentalen Ästhetizismus in Bezug auf Kunstwerke ab. Ebenso waren ihm die Bildungsreisenden mit ihrem unkritischen Kunstenthusiasmus zuwider, die er „Übermenschen in den Osterferien“ nannte. Diese Haltung zeigte sich auch in seinen Notizen und Schriften in Form polemischer Ausfälle gegen Kunstschwärmerei und die im Zuge von Burckhardts Interpretation der Renaissance vulgarisierte Verherrlichung eines in der Renaissance angeblich gepflegten gesteigerten Individualismus – eines Individualismus, der sich in den Vorstellungen seiner Zeitgenossen gerne mit dem Gedanken an den Übermenschen Nietzschescher Prägung verquickte.
In den Florentiner Jahren untersuchte Warburg die wirtschaftlichen und privaten Lebensumstände der Renaissancekünstler und ihrer Auftraggeber sowie speziell die wirtschaftliche Situation im Florenz der frühen Renaissance und die Probleme des Übergangs vom Mittelalter zur frühen Renaissance. Ein weiteres Ergebnis seiner Florentiner Zeit war die Vortragsreihe über Leonardo da Vinci, gehalten 1899 in der Hamburger Kunsthalle. In den Vorträgen ging er u. a. auf Leonardo da Vincis Studium mittelalterlicher Bestiarien ein als auch auf dessen Auseinandersetzungen mit der klassischen Proportionenlehre nach Vitruv.

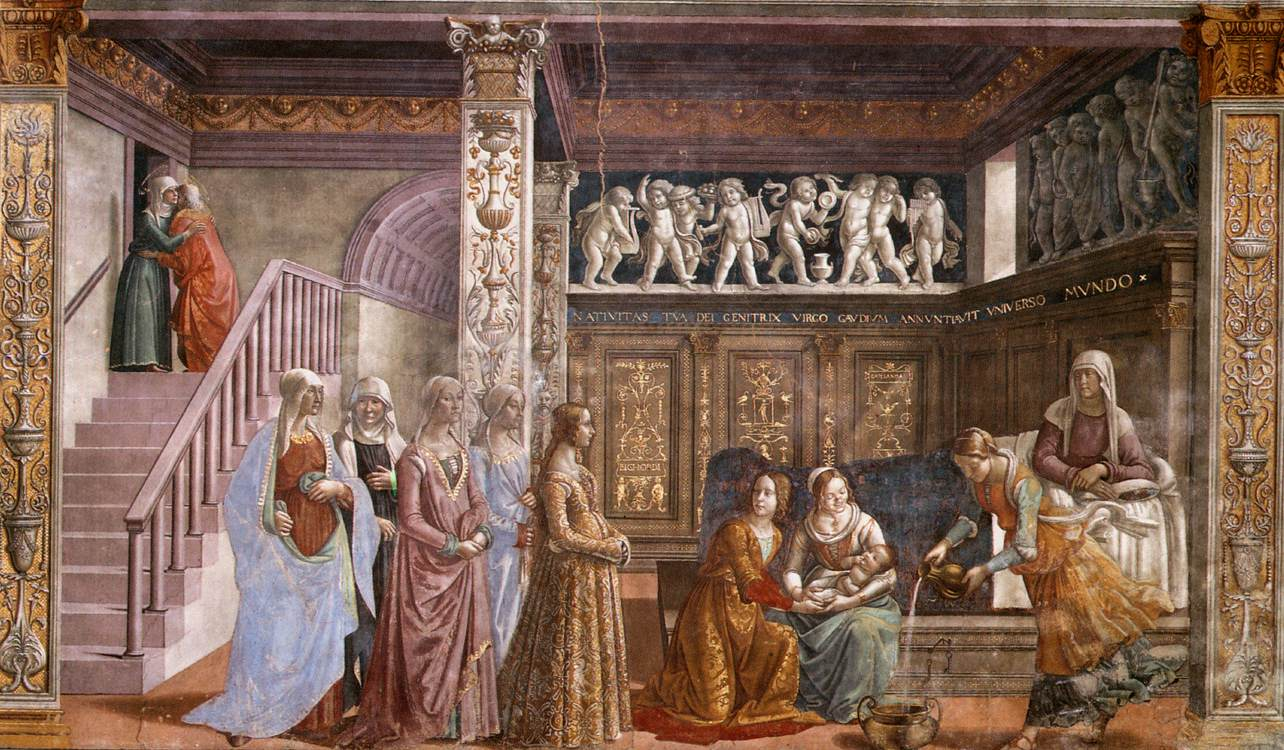
Geburt Mariens, Fresko in Santa Maria Novella, rechts die Magd

Er beschäftigte sich zudem mit den bei Botticelli zu beobachtenden Bezügen zur Antike bei der Darstellung der Kleidung von Bildfiguren. Weibliche Kleidung ist geradezu von symbolischer Bedeutung in Warburgs berühmtem, durch Diskussionen mit Jolles angeregten Aufsatz über die Nymphen und über die Figur der Magd in Ghirlandaios Fresko in Santa Maria Novella in Florenz. Der sich in dem Bild zeigende Kontrast zwischen den steifen, in enge Gewänder gezwängten Matronen und der leicht gekleideten schnellfüßigen Magd wirkt wie eine Illustration zu der um 1900 virulenten Diskussion um das einer Frau angemessene Verhalten und über eine Kleidung, die sie aus den Zwängen, Anstandsregeln und Schicklichkeitsvorstellungen eines reaktionären Bürgertums befreit.

### Rückkehr nach Hamburg
1902 kehrte die Familie wieder nach Hamburg zurück und Warburg stellte die Ergebnisse seiner Florentiner Forschung in einer Reihe von Vorträgen vor, übernahm aber zunächst weder eine Professur noch ein anderes akademisches Amt. Er wurde Mitglied des Verwaltungsrates des Völkerkundemuseums, förderte zusammen mit seinem Bruder Max die Gründung der Hamburger Wissenschaftlichen Stiftung (1907) und warb für die Gründung einer Hamburger Universität. Im Jahr 1912 lehnte er einen Ruf als Professor an die Universität Halle ab. Stattdessen wurde er frühzeitig und ehrenhalber vom Hamburger Senat zum Professor an der Universität Hamburg ernannt, die sich noch im Aufbau befand und schließlich 1919 gegründet wurde. Bereits zu dieser Zeit zeigten sich Anzeichen seiner psychischen Erkrankung, die seine Forschungs- und Lehrtätigkeit beeinträchtigten.

### Sternglaube und Sternkunde
Mit seinem Vortrag über einen Kalender des Hamburger Druckers Stephan Arndes im Jahre 1908 begann Warburgs Erforschung der astrologischen Bilderwelt. Wie bei seinen Aufzeichnungen über das Schlangenritual der Hopi und dem späteren Kreuzlinger Vortrag faszinierte ihn bei der Astrologie die Wirkungsmacht der Symbole und das Spannungsverhältnis zwischen der Dämonenfurcht des Menschen, deren Bewältigung durch das Schaffen von Bildern und Symbolen einerseits und der gleichzeitigen Entwicklung der Rationalität aus ebendieser Dämonenfurcht andererseits:

„In der Astrologie haben sich in unwiderleglicher Tatsächlichkeit zwei ganz heterogene Geistesmächte, die logischerweise einander nur befehden müßten, zu einer ‚Methode‘ zusammengetan: M a t h e m at i k , das feinste Werkzeug abstrahierender Denkkraft, mit D ä m o n e n f u r c h t , der primitivsten Form religiöser Verursachung. Während der Astrologe das Weltall einerseits im nüchternen Liniensystem klar und harmonisch erfaßt […], beseelt ihn vor seinen mathematischen Tafeln doch eine atavistische abergläubische Scheu vor diesen Sternennamen, mit denen er zwar wie mit Zahlzeichen umgeht, und die doch eigentlich Dämonen sind, die er zu fürchten hat.“

Warburg ging es bei der Beschäftigung mit der Astrologie auch um das Nachleben der Antike. Er untersuchte die Sternkunde der Griechen, die noch nicht zwischen Astronomie und Astrologie unterschied und fragte nach den orientalischen und altägyptischen Wurzeln der griechischen Astronomie. Dabei vermutete er, dass die Bevölkerung des Sternenhimmels mittels mythologischer Gestalten aus dem Impuls entstand, im Zuge einer rationalen, mathematischen Erfassung des Himmels die auffallenden Lichtpunkte, Fixsterne und Sternfigurationen, mit Götternamen zu benennen. Diese werden bis heute in der Astronomie benutzt und entfalteten in ihrer Verwendung als Symbole eine unerwartete Wirkungsmacht. Er studierte die Genese der astrologischen Bilderwelt, deren Wege, Entwicklung und Wandlung im Mittelalter (von Warburg als Spätantike bezeichnet) einschließlich ihres Eintritts in die mittelalterliche Steinmagie und Heilkunde und ihre Wiedergeburt in der Gestalt und Schönheit antiker olympischer Götter in der italienischen Renaissance und ihr Weiterleben im Gestirnaberglauben der Astrologie bis in die Gegenwart.

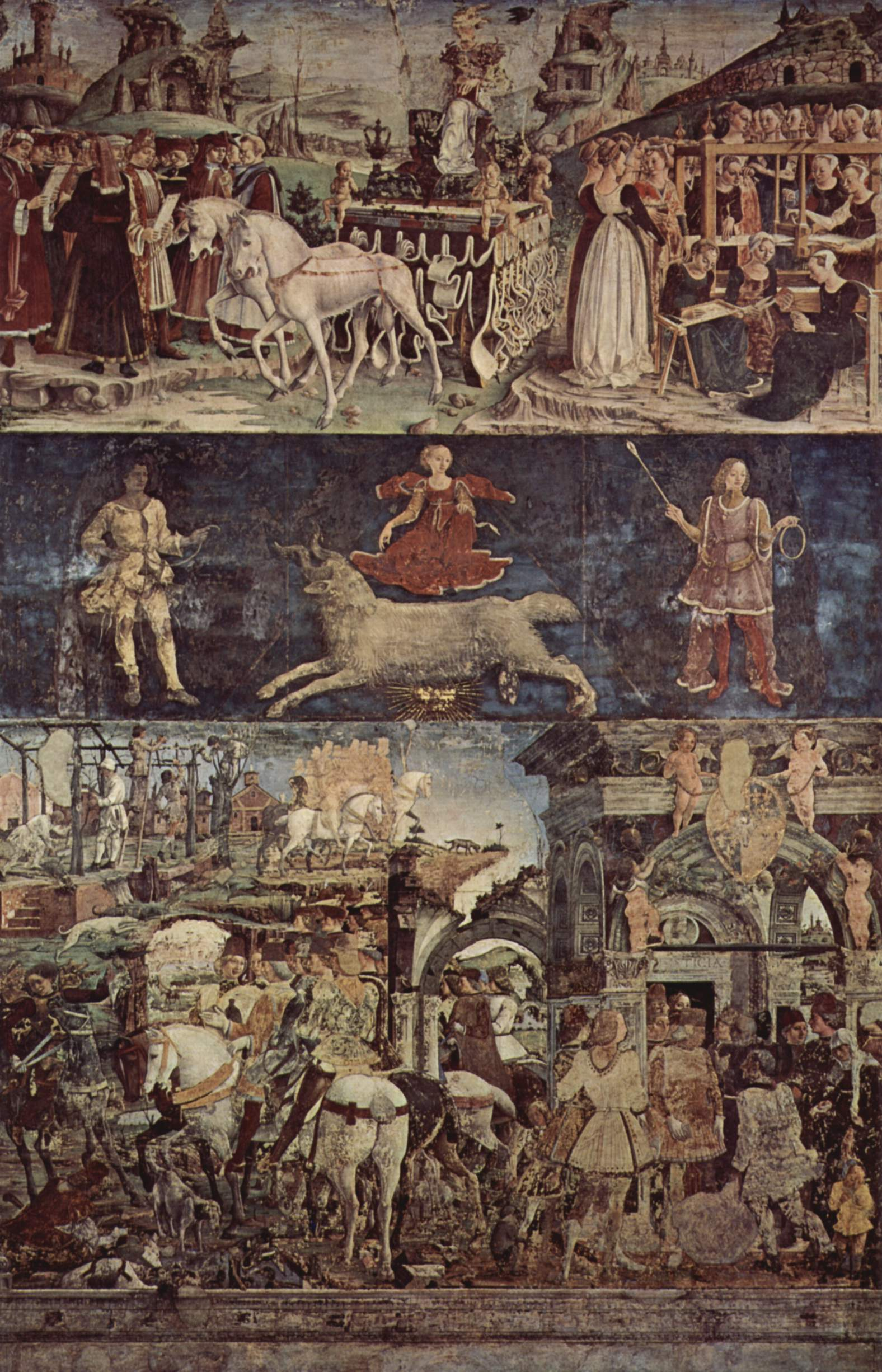
Monatsbild März im Palazzo Schifanoia in Ferrara; Minerva als Schutzgöttin des März.

Die Ergebnisse seiner Beschäftigung mit der Astrologie sind nur zum Teil veröffentlicht. Gedruckt wurden außer dem Aufsatz Über Planetengötterbilder im niederdeutschen Kalender von 1519 [1910], die Vorträge Eine astronomische Himmelsdarstellung in der alten Sakristei von San Lorenzo und Heidnischantike Weissagungen in Wort und Bild zu Luthers Zeiten [1920], in dem er bei den Reformatoren, die er als Pioniere in der Entwicklung der abendländischer Aufklärung betrachtete, immer noch den Glauben an himmlische Vorzeichen für irdische Umwälzungen, Katastrophen, außergewöhnliche Ereignisse verwurzelt sah. So ging er in seinem Aufsatz auf Melanchthons Bemühungen ein, Luthers Geburtstag in das Jahr 1484 zu verlegen, das Jahr einer ungewöhnlichen Planetenkonstellation, in dem, seit Jahren vorausberechnet, „eine neue Epoche in der abendländischen religiösen Entwicklung eintreten sollte“. Die umfassende Deutung der Monatsbilder im Palazzo Schifanoia in Ferrara [1912] ergab sich aus der Lektüre von Franz Bolls Buch Sphaera und der Sichtung zahlreicher astrologischer Dokumente und Handbücher. 1927 folgte noch ein weiterer Aufsatz über Orientalisierende Astrologie. Die im Zuge seiner Forschung laufend ergänzte Fachbibliothek war Teil von Warburgs Hamburger Kulturwissenschaftlicher Bibliothek und befindet sich heute im Warburg Institute der Universität London. Es dürfte sich um die umfangreichste Spezialbibliothek überhaupt zur Astrologie handeln.

### Psychische Erkrankung
Warburg, der im Alter von sechs Jahren schwer an Typhus erkrankt war, blieb von dieser Zeit an von labiler körperlicher und seelischer Gesundheit. Von Kindheit an neigte er zu nervösen Zuständen, und bei Belastungen reagierte er schnell mit übersteigertem und erregtem Verhalten. Eine schwere Erkrankung der Mutter im Jahre 1874 verstärkte seine psychische Labilität. Immer wieder war er in seiner wissenschaftlichen Arbeit durch Depressionen gelähmt. Im November 1918 schließlich brach bei Warburg, der die Nachkriegszeit mit ihren ernsten wirtschaftlichen und sozialen Problemen als eine Phase elementarer Bedrohung für sich und seine Familie empfand, eine schwere Psychose aus, bei der er die Kontrolle über sich und seine Situation verlor. Als er aus Angst wegen der als chaotisch empfundenen politischen Situation drohte, sich und seine Familie umzubringen, wurde er in eine psychiatrische Klinik eingewiesen.
Nachdem sich sein Zustand während der folgenden zwei Jahre nicht gebessert hatte, wurde er am 16. April 1921 in das Sanatorium Bellevue in Kreuzlingen gebracht, das von dem Psychiater Ludwig Binswanger geleitet wurde. Binswanger dokumentierte in seinen Krankenberichten bei Warburg Wahnvorstellungen, Aggressivität gegen das Personal, Phobien und zwanghafte Hygienerituale. Im Zuge der Behandlung ergaben sich bei ihm auch ausgeglichene Tage, an denen er Besuche seiner Mitarbeiter und Freunde empfangen konnte, obwohl es zunächst nicht zu einer dauerhaften Besserung kam. 1922 begann sein Assistent Fritz Saxl wieder die wissenschaftliche Arbeit mit Warburg, in der Hoffnung, dass sich seine seelische Verfassung dadurch stabilisieren ließe. Auf Drängen der Familie wurde im folgenden Jahr ein weiterer Psychiater, Emil Kraepelin zu Rate gezogen, der die Diagnose Schizophrenie in manisch-depressive Erkrankung änderte. Dies eröffnete Warburg die Hoffnung auf eine Heilung und eine endgültige Entlassung aus der Anstalt. Laut Einschätzung seiner Ärzte war sich Warburg seiner Erkrankung immer bewusst, er selbst bezeichnete sich als „unheilbar schizoid“, hatte aber auch während der Krankheit immer wieder Phasen von geistiger Klarheit und schöpferischer Produktivität.
Erstes Anzeichen einer psychischen Stabilisierung war die Verarbeitung seiner Aufzeichnungen über die Hopi-Indianer. Zusammen mit Saxl arbeitete er einen Vortrag über das „Schlangenritual“ der Hopi aus, den er am 21. April 1923 vor Patienten und Ärzten des Bellevue hielt. Im nächsten Jahr kam es in Bellevue zu einer Reihe von intensiven Gesprächen mit dem Philosophen Ernst Cassirer über die Tragfähigkeit seiner Methode einer „kulturpsychologischen Geschichtsauffassung“. Warburg erlebte in Cassirer und in Saxl verständnisvolle, einfühlsame und gleichrangige Gesprächspartner, die möglicherweise ebenso wie die freundschaftliche und vertrauensvolle Beziehung zur Familie Binswangers und das besondere Umfeld von Binswangers Klinik zu einem Prozess der Selbstheilung bei Warburg beigetragen haben.

### Mnemosyneund Tod

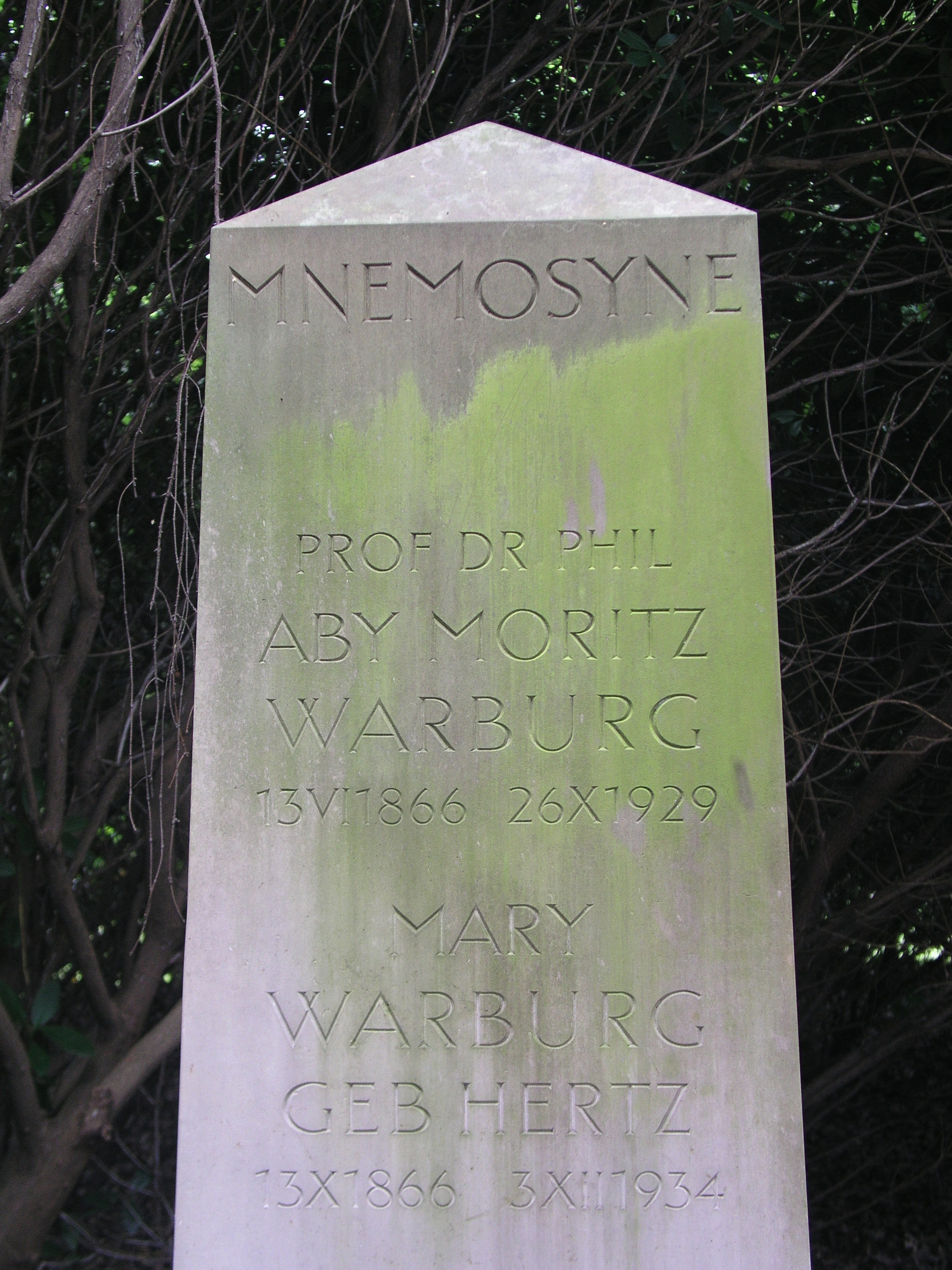
Grabstein von Aby Warburg auf dem Friedhof Ohlsdorf

Im August 1924 wurde Warburg aus der Klinik entlassen. Er begann mit der Arbeit an seinem Bilderatlas Mnemosyne. Von 1928 bis 1929 machte Aby Warburg eine neunmonatige Reise mit der Co-Wissenschaftlerin Gertrud Bing nach Italien. Ziel war es, seinen Gesundheitszustand zu stabilisieren. Aby Warburg diktierte Gertrud Bing lange Briefe und machte sie zu seiner Vertrauten. Das Projekt Mnemosyne blieb unvollendet: Aby Warburg starb am 26. Oktober 1929 an einem Herzinfarkt. Er wurde auf dem Friedhof Ohlsdorf bestattet.
Eric Warburg hielt die Grabrede: „Denn wie er mit Leib und Seele der Wissenschaft lebte und sich bewusst im Dienste der Wissenschaft aufrieb, war er als Senior, als ältester von fünf Brüdern, für uns alle der geistige Führer, ein Halt durch die Breite seines Wissens, die Tiefe seines Empfindens für alles, was menschlich ist. Wir sahen in ihm den Führer, unerbittlich gegen Kompromisse und Halbheiten, den Streiter, den Richter, mutig und streng, einen Freud und Leid mitempfindenden Freund. Es war beglückend für seine Familie, mit in den Bannkreis seiner Ideen gezogen zu werden. Seine Persönlichkeit ist so stark, dass sie in uns weiterleben wird, beispielgebend und anfeuernd jetzt noch mehr als bisher.“
Mnemosyne wurde im Rahmen einer Gesamtausgabe von Warburgs Schriften von Martin Warnke zusammen mit einem ausführlichen Kommentar herausgegeben. Ob die Rekonstruktion den Absichten Warburgs entspricht, wird auch vom Herausgeber des Werks in Frage gestellt.
Zwischen 1925 und 1929 hielt Warburg auch einzelne Vorlesungen und Seminare, die aber in einem mehr oder weniger privaten Kreis oder auch in seiner Bibliothek stattfanden.

## Kulturwissenschaftliche Bibliothek Warburg
Um 1901 hatte Warburg mit finanzieller Unterstützung seiner Familie angefangen, systematisch Bücher zu sammeln. Der Entschluss für eine fächerübergreifende kulturwissenschaftliche Bibliothek war während seiner Studienzeit in Straßburg gereift, als er für seine Dissertation Literatur in vielen Spezialbibliotheken zusammensuchen musste. 1909 zog Warburg in das Haus Heilwigstraße 114 in Hamburg, in dem er die wachsende Sammlung unterbrachte und bis zu seinem Lebensende wohnte. Vorausschauend erwarb er auch das Nachbargrundstück Heilwigstraße 116. Für die Betreuung der Bibliothek stellte er zwar Assistenten ein, die Organisation entsprach aber immer noch der einer privaten Gelehrtenbibliothek. Im Jahr 1920 umfasste die Bibliothek rund 20.000 Bände.
Um die Sammlung für die Forschung zugänglicher zu machen, erwog man die Einrichtung von Forschungsstipendien für junge Wissenschaftler. Fritz Saxl und Gertrud Bing begannen mit einer umfassenden Reorganisation mit dem Ziel, auch der wachsenden Zahl von Studenten die Arbeit mit der Bibliothek zu erleichtern. Die Bibliothek wandelte sich von einer Privatbibliothek in eine öffentliche Institution. Seit 1921 wurden in der Bibliothek Vorträge gehalten. Einige davon wurden in der Reihe Vorträge der Bibliothek Warburg auch veröffentlicht, Saxl war hier federführend verantwortlich. Die letzten Vorträge wurden 1931 gehalten. Finanziell blieb die Bibliothek auch während der Inflation durch die verlässlichen Zuwendungen der amerikanischen Warburgs gesichert. Durch die Zusammenarbeit mit der 1919 gegründeten Hamburger Universität bildete sich ein Kreis von Wissenschaftlern, die der Kulturwissenschaftlichen Bibliothek eng verbunden waren. Zu ihnen gehörten u. a. der Philosoph Ernst Cassirer, die Kunsthistoriker Gustav Pauli und Erwin Panofsky, der Orientalist Hellmut Ritter, der klassische Philologe Karl Reinhardt, der Begründer der Erforschung der jüdischen Mystik, Gershom Scholem, und der Byzantinist Richard Salomon.

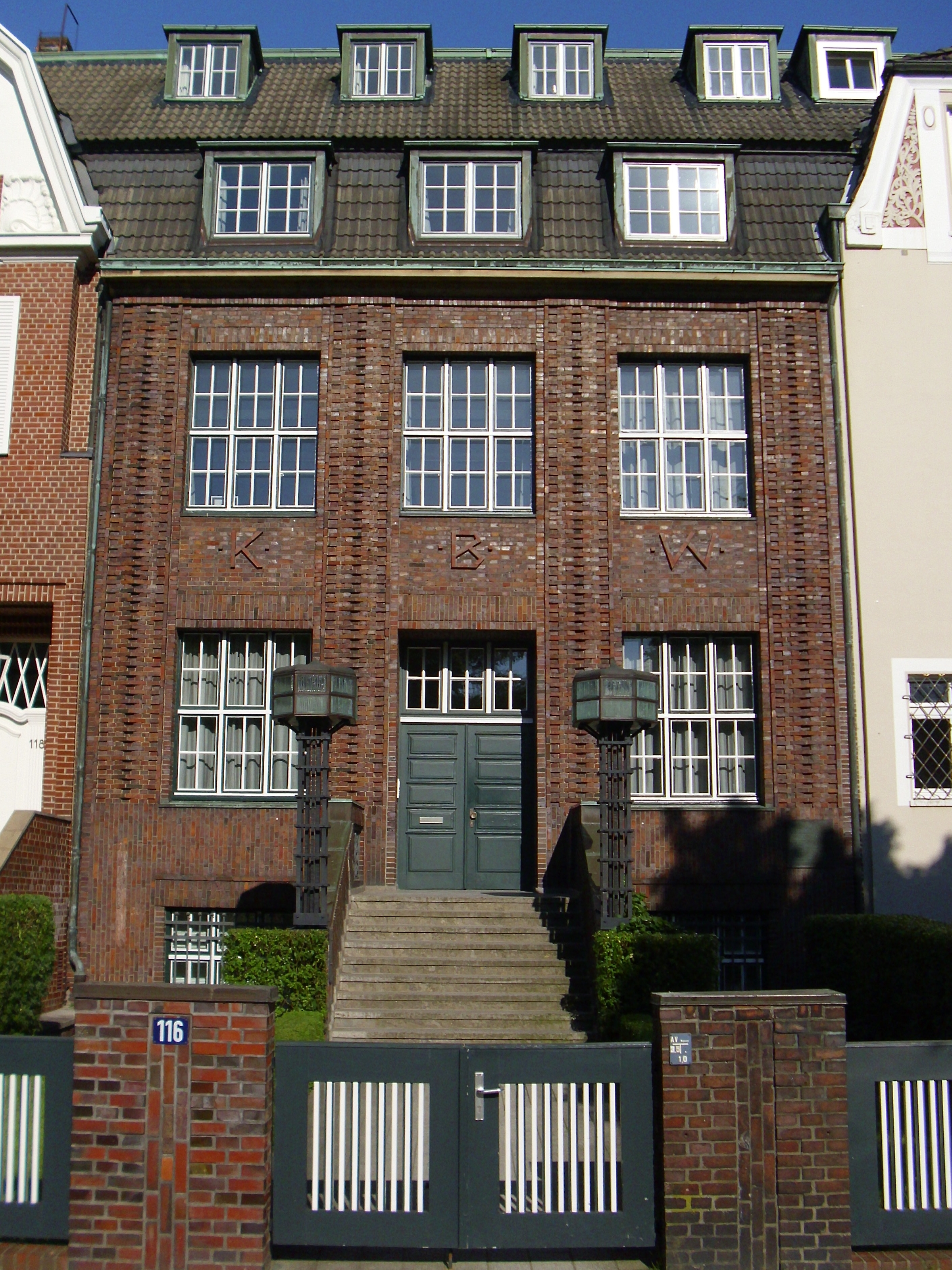
Gebäude der Kulturwissenschaftlichen Bibliothek Warburg, Heilwigstraße 116 in Hamburg-Eppendorf

Nach seiner Rückkehr 1924 aus der Klinik begann Warburg mit einem Bibliotheksneubau auf dem Grundstück Heilwigstraße 116 neben seinem Haus. Beide Häuser waren für 120.000 Bände konzipiert. Der Neubau enthielt neben den Magazinen einen großen ovalen Lesesaal, der auch als Hörsaal genutzt wurde. Arbeitsräume, Gästezimmer, Fotolabor, Buchbinderei und eine auf dem neusten Stand befindliche Bibliothekstechnik ergänzten die Ausstattung. Der Neubau, das heutige Warburg-Haus, wurde 1926 eröffnet. Zum Zeitpunkt von Warburgs Tod 1929 umfasste die Bibliothek 60.000 Bände.
Nach einer Zeit ständigen Wachsens und Blühens geriet nach der Machtergreifung durch die Nationalsozialisten die Bibliothek als jüdische Institution unter Druck. Im Frühling 1933 ging Edgar Wind zu Sondierungsgesprächen nach London. Mit Hilfe der amerikanischen Warburgs und durch großzügige private englische Spenden konnte ein Umzug der Bibliothek nach London finanziert werden. Am 12. Dezember 1933 verließen zwei mit Bücherkisten, Regalen und Katalogkästen beladene Frachter den Hamburger Hafen und verschifften die Bibliothek nach London. Dank tatkräftiger Unterstützung durch Samuel Courtauld konnte die Bibliothek in einem von Lord Lee of Farnham gemieteten Bankgebäude untergebracht werden. In Hamburg verblieb eine Sammlung von 1500 Büchern, Broschüren und Zeitschriften sowie eine große Menge von Zeitungsausschnitten zum Ersten Weltkrieg, die von Warburg seit Anfang des Ersten Weltkrieges gesammelt worden waren. Dieses Archivmaterial gilt als verschollen. Am 28. November 1944 wurde die Bibliothek der Universität London angegliedert (siehe Warburg Institute).

## Stellung Warburgs in der Wissenschaftsgeschichte
Aby Warburg gilt als einer der bedeutenden Anreger der Geisteswissenschaften im 19. und beginnenden 20. Jahrhundert. Obwohl Warburg zu seinen Lebzeiten in der akademischen Welt geschätzt war, blieb er doch weithin unbekannt und wurde während des Nationalsozialismus und in den ersten Jahren nach dem Zweiten Weltkrieg fast vergessen. Erschwert wurde die Rezeption seines Werkes dadurch, dass nur wenige seiner Texte überhaupt veröffentlicht waren und zum Teil nur in Bearbeitungen durch Mitarbeiter und nur zum Teil auf Deutsch gedruckt vorlagen. Der größte Teil seines wissenschaftlichen Nachlasses besteht aus Notizen, Zettelkatalogen, ca. 35.000 Briefen, unvollendeten Manuskripten sowie einem von 1926 bis 1929 geführten Bibliothekstagebuch. Der Umzug von Bibliothek und Mitarbeitern 1933 nach London machte die junge Disziplin Kunstwissenschaft in den angelsächsischen Ländern bekannt und förderte die Einrichtung von Lehrstühlen an den dortigen Elite-Universitäten.
Neues Interesse an Warburg erwachte mit der Publikation von Gombrichs Biographie, die 1970 in England erschien und erst elf Jahre später in deutscher Übersetzung gedruckt wurde. Diese Arbeit war allerdings wegen ihrer Lücken und einer gewissen Subjektivität immer umstritten. Seit den 1970er Jahren bemühen sich vor allem Martin Warnke und das Londoner Warburg Institute um die Edition von Warburgs Nachlass. Er erscheint seitdem nach und nach in vorzüglich begleiteten Ausgaben und ermöglicht eine intensive Auseinandersetzung mit der Gedankenwelt des Verfassers. Warburg hat mit der Ikonologie der zu seiner Zeit dominierenden Stilanalyse eine neue Methode zur Seite gestellt. Eine Reihe seiner Wortschöpfungen hat Eingang in die Terminologie der Kunstwissenschaft gefunden. Begriffe wie Denkraum, psychische Energiekonserven oder die bekannte Pathosformel führen inzwischen ein Eigenleben und werden nicht immer in Warburgs Intention benutzt. Der oft zitierte Satz „Der liebe Gott steckt im Detail“ bezieht sich auf das genaue Studium von ganz unterschiedlichen Dokumenten, das erst ein tieferes Verständnis eines Bildes im Rahmen seines historischen und sozialen Zusammenhangs ermöglicht. Diese Methode ist ein Kennzeichen von Arbeiten, die aus der sogenannten „Warburg-Schule“ hervorgegangen sind.
Die Erforschung der italienischen und deutschen Renaissance wurde durch Warburg und seine Kulturwissenschaftliche Bibliothek entscheidend geprägt. Das Nachleben der Antike und der antiken Götter, das Wirksamwerden heidnisch-antiker Bild-Vorstellungen und magischer Bildpraktiken – speziell in der Renaissance –, das sich in der europäischen Kultur ohne Unterbrechungen nachweisen lässt und in der Astrologie bis heute virulent ist, war ein Thema, auf das er die Aufmerksamkeit der Kulturwissenschaften gelenkt hat. Einen neuen Impuls erhielt die Warburg-Forschung im Zuge des sogenannten Iconic Turn. In ihrer Forderung nach einer interdisziplinären Beschäftigung mit der Welt der Bilder, mit Erkenntnissen und Methoden der Philosophie, Theologie, Ethnologie, Kunstgeschichte, Medienwissenschaft, Kognitionswissenschaft, Psychologie und der Naturwissenschaften und der Berücksichtigung und Analyse von visuellen Dokumenten jeder Art sehen manche Autoren in Warburg einen Vorläufer.

## Nach Aby Warburg benannte Preise
Seit 1980 verleiht die Stadt Hamburg alle vier Jahre den hochdotierten Aby-Warburg-Preis für hervorragende Leistungen in den Geistes- und Sozialwissenschaften. Sie vergibt außerdem ein ebenfalls nach Aby Warburg benanntes Stipendium an Wissenschaftler, die disziplinenübergreifend Themen aus dem Bereich der europäischen Kulturgeschichte bearbeiten. Daneben wird seit 1995 der Wissenschaftspreis der Aby-Warburg-Stiftung verliehen.

## Schriften (Auswahl)
- Heidnisch-antike Weissagung in Wort und Bild zu Luthers Zeiten. Heidelberg 1920 (= Sitzungsberichte der Heidelberger Akademie der Wissenschaften, phil.-hist. Klasse 1920. Band 26).
- Gesammelte Schriften. Hrsg. von der Bibliothek Warburg. Leipzig/Berlin, 1932, 2 Bände. Band 1, Band 2 auf Gallica.
- Gesammelte Schriften (Studienausgabe). Akademie Verlag, Berlin 1998-
  - I, 1–2: Die Erneuerung der heidnischen Antike. Kulturwissenschaftliche Beiträge zur Geschichte der europäischen Renaissance. (Nachdruck der Ausg. 1932). Hrsg. von Horst Bredekamp und Michael Diers. Berlin 1998.
  - II, 1: Der Bilderatlas Mnemosyne. Hrsg. von Martin Warnke und Claudia Brink. Berlin 2000.
  - II, 2: Bilderreihen und Ausstellungen. Hrsg. von Uwe Fleckner und Isabella Woldt. Berlin 2012.
  - IV: Fragmente zur Ausdruckskunde. Hrsg. von Ulrich Pfisterer und Hans Christian Hönes. Berlin 2015
  - V, 1–2: Briefe. Hrsg. von Michael Diers und Steffen Haug mit Thomas Helbig. Berlin 2021.
  - VII: Tagebuch der Kulturwissenschaftlichen Bibliothek Warburg. Hrsg. von Karen Michels und Charlotte Schoell-Glass. Berlin 2001.
- Aby Warburg. Werke in einem Band. Auf der Grundlage der Manuskripte und Handexemplare herausgegeben und kommentiert von Martin Treml, Sigrid Weigel und Perdita Ladwig. Suhrkamp, Berlin 2010, ISBN 978-3-518-58531-3.
- Das Schlangenritual. Ein Reisebericht. Mit einem Nachwort von Ulrich Raulff. Wagenbach, Berlin 1988. (5. Auflage. mit einem Nachwort zur Neuausgabe von Claudia Wedepohl. 2011, ISBN 978-3-8031-2672-6)